# Mitjana winsoritzada
Una mitjana winsoritzada és una mesura estadística de tendència central, molt semblant a la mitjana i a la mediana, i fins i tot més similar a la mitjana truncada. Es tracta del càlcul de la mitjana després de substituir d'una distribució de probabilitats o mostra ordenada els valors dels extrems amb els valors immediatament propers als valors substituïts, fent-ho normalment amb una quantitat de valors iguals en els dos extrems; sovint se substitueixen entre el 10 i el 25 per cent dels extrems. La mitjana winsoritzada es pot expressar de manera equivalent com a mitjana ponderada de la mitjana truncada i dels quantils amb què limita, que correspon a substituir les parts pels quantils corresponents. El nom li ve de Charles P. Winsor (1895–1951).

## Avantatges
La mitjana winsoritzada és un estimador útil perquè és menys sensible als valors extrems que la mitjana, però encara donarà una estimació raonable de la tendència central o la mitjana per a gairebé tots els models estadístics. En aquest sentit, es reconeix com un estimador robust.

## Consideracions
La mitjana winsoritzada utilitza més informació de la distribució o mostra que la mitjana. Tanmateix, tret que la distribució subjacent sigui simètrica, és probable que la mitjana winsoritzada d'una mostra produeixi un estimador imparcial tant per la mitjana com per a la mediana.

## Exemple
Per a una mostra de 10 nombres (de x1, el més petit, a x10 el més gran), la mitjana winsoritzada del 10% és
{\displaystyle {\frac {\overbrace {x_{2}+x_{2}} +x_{3}+x_{4}+x_{5}+x_{6}+x_{7}+x_{8}+\overbrace {x_{9}+x_{9}} }{10}}.\,}
La clau està en la repetició de x₂ i x9, que substitueixen els valors originals x1 i x10 respectivament.